# Gippsland Trophy 2021
Gippsland Trophy 2021 là một giải quần vợt trong WTA Tour 2021 thi đấu trên mặt sân cứng ngoài trời ở Melbourne, Úc. Giải đấu diễn ra cùng địa điểm với Giải quần vợt Úc Mở rộng 2021, do các giải đấu khác ở Úc bị hủy vì đại dịch COVID-19. Giải đấu diễn ra đồng thời với Yarra Valley Classic 2021 và Grampians Trophy 2021. Những tay vợt ban đầu dự định tham dự giải đấu này hoặc Yarra Valley Classic, nhưng phải trải qua các biện pháp kiểm dịch nghiêm ngặt khi đến Úc, đã có thể tham dự giải Grampians Trophy 2021. Danh sách tham dự Giải quần vợt Úc Mở rộng 2021 được sử dụng để xác định tay vợt tham dự giải đấu; với một nửa tay vợt (được chọn ngẫu nhiên) tham dự giải Gippsland Trophy, và nửa còn lại tham dự giải Yarra Valley Classic 2021.

## Điểm và tiền thưởng

### Phân phối điểm
| Sự kiện | VĐ  | CK  | BK  | TK  | Vòng 1/16 | Vòng 1/32 | Vòng 1/64 |
| Đơn     | 470 | 305 | 185 | 100 | 55        | 30        | 1         |
| Đôi     | 470 | 305 | 185 | 100 | 55        | 1         | —         |

### Tiền thưởng
| Sự kiện | VĐ      | CK      | BK      | TK     | Vòng 1/16 | Vòng 1/32 | Vòng 1/64 |
| Đơn     | $50,000 | $33,520 | $18,610 | $8,770 | $5,500    | $4,250    | $3,000    |
| Đôi*    | $20,890 | $13,370 | $8,350  | $4,310 | $2,670    | $2,020    | —         |

*mỗi đội

## Nội dung đơn

### Hạt giống
| Quốc gia | Tay vợt               | Xếp hạng1 | Hạt giống |
| -------- | --------------------- | --------- | --------- |
| ROU      | Simona Halep          | 2         | 1         |
| JPN      | Naomi Osaka           | 3         | 2         |
| UKR      | Elina Svitolina       | 5         | 3         |
| BLR      | Aryna Sabalenka       | 7         | 4         |
| GBR      | Johanna Konta         | 14        | 5         |
| POL      | Iga Świątek           | 17        | 6         |
| BEL      | Elise Mertens         | 20        | 7         |
| CZE      | Karolína Muchová      | 27        | 8         |
| RUS      | Ekaterina Alexandrova | 33        | 9         |
| CHN      | Wang Qiang            | 34        | 10        |
| CHN      | Zheng Saisai          | 42        | 11        |
| FRA      | Caroline Garcia       | 44        | 12        |
| LAT      | Jeļena Ostapenko      | 45        | 13        |
| USA      | Cori Gauff            | 48        | 14        |
| SLO      | Polona Hercog         | 49        | 15        |
| GER      | Laura Siegemund       | 51        | 16        |

- 1 Bảng xếp hạng vào ngày 25 tháng 1 năm 2021

### Vận động viên khác
Đặc cách:
- Destanee Aiava
- Olivia Gadecki
- Arina Rodionova
- Astra Sharma

Bảo toàn thứ hạng:
- Katie Boulter
- Anastasia Potapova
- Wang Yafan

Tham dự từ vòng loại Úc Mở rộng:
- Tímea Babos
- Sara Errani
- Mayo Hibi
- Kaja Juvan
- Rebecca Marino
- Whitney Osuigwe
- Chloé Paquet
- Valeria Savinykh

Tham dự giải đấu vì có khả năng thua cuộc may mắn ở vòng đấu chính đơn Úc Mở rộng:
- Mihaela Buzărnescu
- Margarita Gasparyan
- Varvara Lepchenko
- Anna Karolína Schmiedlová
- Lesia Tsurenko

Thay thế:
- Caty McNally
- Monica Niculescu

### Rút lui
Trước giải đấu
- Zarina Diyas → thay thế bởi  Monica Niculescu
- Nao Hibino → thay thế bởi  Caty McNally

Trong giải đấu
- Karolína Muchová
- Naomi Osaka

## Nội dung đôi

### Hạt giống
| Quốc gia | Tay vợt            | Quốc gia | Tay vợt               | Xếp hạng1 | Hạt giống |
| -------- | ------------------ | -------- | --------------------- | --------- | --------- |
| CZE      | Barbora Krejčíková | CZE      | Kateřina Siniaková    | 15        | 1         |
| TPE      | Chan Hao-Ching     | TPE      | Latisha Chan          | 30        | 2         |
| CAN      | Gabriela Dabrowski | USA      | Bethanie Mattek-Sands | 32        | 3         |
| SLO      | Andreja Klepač     | BEL      | Elise Mertens         | 46        | 4         |
| AUS      | Samantha Stosur    | CHN      | Zhang Shuai           | 60        | 5         |
| USA      | Hayley Carter      | BRA      | Luisa Stefani         | 64        | 6         |
| GER      | Laura Siegemund    | RUS      | Vera Zvonareva        | 75        | 7         |
| RUS      | Anna Blinkova      | RUS      | Veronika Kudermetova  | 75        | 8         |

- Bảng xếp hạng vào ngày 25 tháng 1 năm 2021

### Vận động viên khác
Đặc cách:
- Destanee Aiava /  Astra Sharma
- Daria Gavrilova /  Simona Halep
- Abbie Myers /  Ivana Popovic

Bảo toàn thứ hạng:
- Mona Barthel /  Zhu Lin

### Rút lui
Trong giải đấu
- Daria Gavrilova /  Simona Halep

## Nhà vô địch

### Đơn
- Elise Mertens đánh bại  Kaia Kanepi, 6–4, 6–1

### Đôi
- Barbora Krejčíková /  Kateřina Siniaková đánh bại  Chan Hao-ching /  Latisha Chan, 6–3, 7–6(7–4)